# La donna di picche (miniserie televisiva)
La donna di picche è uno sceneggiato televisivo italiano, articolata in cinque puntate e centrata sulla figura del tenente Sheridan, interpretato dall'attore Ubaldo Lay. Andò in onda sul Programma Nazionale, in prima serata, dal 26 marzo al 6 aprile 1972.

## SerieRomanzi delle donne
Diretta da Leonardo Cortese su sceneggiatura di Alberto Ciambricco e Mario Casacci, la fiction fa parte delle quattro miniserie il cui titolo richiama le figure femminili di un mazzo di carte da gioco e che talvolta sono indicate come i teleromanzi delle donne.

## Interpreti
Gli attori sono italiani, di estrazione sia cinematografica che teatrale.
Ubaldo Lay, che interpreta il ten. Sheridan, è il protagonista dello sceneggiato. Le due protagoniste femminili sono interpretate da Angiola Baggi e Gaia Germani.
Il riassunto che precedeva le puntate era presentato da Franco Nebbia.

## Trama
La scomparsa di un'avvenente giovane che rappresenta la Spagna alle finali di Miss Mondo è al centro del caso che vede protagonista ancora una volta il tenente "Ezzy" Sheridan. Ogni concorrente è abbinata a una carta da gioco e la ragazza scomparsa è, non casualmente, la 'Donna di picche'.Sheridan dovrà trasferirsi in Spagna per risolvere il caso. L'episodio chiude il ciclo dei Romanzi delle donne di "Ezzy". Nell'ultima puntata de La donna di picche, il popolare investigatore viene colpito da una pallottola, come a simboleggiare l'epilogo della serie di telefilm dedicati al tenente Sheridan.

## Sigle
La sigla iniziale era Good wishes, good kisses, composta e cantata da Lally Stott (che compose anche la colonna sonora col suo vero nome, Harold), quella finale era Non finisce mai cantata da Maria Scicolone